# Илганское
Илганское — село в Заларинском районе Иркутской области России. Входит в состав Бажирского муниципального образования. Находится примерно в 5 км к западу от районного центра.

## Население
По данным Всероссийской переписи, в 2010 году в селе проживало 207 человек (106 мужчин и 101 женщина).